# 李濤 (康熙進士)
李濤（？—？），字紫瀾，号述修、又号述齋，山东济南府德州卫人，清朝官員，進士出身。

## 生平
康熙十四年乙卯科解元，十五年（1676年），中式丙辰科二甲第三十六名進士。改翰林院庶吉士，授编修，入明史館，任纂修官，二十八年出知臨江府。誅巨盜，雪寃獄，在任九年，三十六年擢浙江鹽運使，潔清自矢。康熙皇帝南巡，特書惠愛二大字褒奖。四十一年遷廣西布政使，未幾以終養告歸，越五年復補廣西。入为通政使司左通政，五十年陞光禄寺卿，五十一年升奉天府府尹，改宗人府府丞，五十二年升都察院左副都御史，轉刑部右侍郎，五十四年乞假歸。

## 家族
父李允禎，官广西按察司佥事。兄李浃，順治三年進士。弟李潤。潤子李元瓚，康熙辛卯舉人。李濤子李徵臨，雍正癸卯進士，入翰林，早卒。